# Liste der Bodendenkmäler in Bocholt
Die Liste der Bodendenkmäler in Bocholt führt die Bodendenkmale der münsterländischen Stadt Bocholt auf, die in der Denkmalliste verzeichnet sind (Stand: 9. Januar 2017). 
| Bild | Bezeichnung                 | Lage        | Beschreibung | Bauzeit | Eingetragen seit | Denkmal- nummer |
| ---- | --------------------------- | ----------- | ------------ | ------- | ---------------- | --------------- |
|      | Grabhügel                   | Hemden      |              |         | 01.03.1985       | B1              |
|      | Grabhügel                   | Biemenhorst |              |         | 01.03.1985       | B2              |
|      | Abraumhalde einer Ziegelei  | Ziegelheide |              |         | 01.03.1985       | B3              |
|      | Grabhügel                   | Hemden      |              |         | 01.03.1985       | B4              |
|      | Fundamentreste Weißes Stift | Innenstadt  |              |         | 22.03.2000       | B5              |
|      | Eisenzeitliche Siedlung     | Lowick      |              |         | 03.04.2002       | B6              |